# Broxbourne
Broxbourne este un oraș și un district nemetropolitan în Regatul Unit, în comitatul Hertfordshire, în regiunea East, Anglia. Districtul are o populație de 88.900 locuitori, din care 13.298 locuiesc în orașul propriu zis Broxbourne. Cu toate că districtul este numit după numele orașului Broxbourne, reședința acestuia este orașul Cheshunt. 

## Orașe din cadrul districtului
- Broxbourne
- Cheshunt
- Hoddesdon
- Waltham Cross